# 21576 McGivney
21576 McGivney (1998 SH4) là một tiểu hành tinh vành đai chính được phát hiện ngày 19 tháng 9 năm 1998 bởi W. G. Dillon ở Needville.